# ATC код J
|  |  | Інформація, розміщена на даній сторінці служить тільки для ознайомлення. Займатись самолікуванням без медичної освіти, категорично забороняється. |

## (J) Протиінфекційні лікарські засоби для системного застосування
ATX код J (англ. ATC code J), «Протиінфекційні препарати для системного використання» — розділ системи літеро-цифрових кодів Анатомічно-терапевтично-хімічної класифікації, розроблений Всесвітньою організацією охорони здоров'я для класифікації ліків та інших медичних продуктів застосовуваних людьми. Подібну структуру мають також коди ветеринарного застосування (АТХвет коди), які побудовані шляхом розміщення літери Q перед відповідним людським АТХ кодом (наприклад: QA04…) та містяться в окремому списку. Національні АТХ-класифікації по кожній країні можуть дещо відрізнятися та зазвичай включають додаткові коди.

### (J01) Антибактеріальні препарати для системного призначення
| (J01A)    | Тетрацикліни                                                                                         |
| (J01AA)   | Тетрацикліни                                                                                         |
| (J01AA01) | Демеклоциклін                                                                                        |
| (J01AA02) | Доксициклін                                                                                          |
| (J01AA03) | Хлортетрациклін                                                                                      |
| (J01AA04) | Ломециклін                                                                                           |
| (J01AA05) | Метациклін                                                                                           |
| (J01AA06) | Окситетрациклін                                                                                      |
| (J01AA07) | Тетрациклін                                                                                          |
| (J01AA08) | Міноциклін                                                                                           |
| (J01AA09) | Ролітетрациклін                                                                                      |
| (J01AA10) | Пенімепіциклін                                                                                       |
| (J01AA11) | Кломоциклін                                                                                          |
| (J01AA12) | Тігециклін                                                                                           |
| (J01AA20) | Комбінації тетрацикліну                                                                              |
| (J01AA56) | Окситетрациклін, комбінації                                                                          |
| (J01B)    | Амфенікол                                                                                            |
| (J01BA)   | Амфенікол                                                                                            |
| (J01BA01) | Хлорамфенікол                                                                                        |
| (J01BA02) | Тіамфенікол                                                                                          |
| (J01BA52) | Тіамфенікол, комбінації                                                                              |
| (J01C)    | Антибактеріальні бета-лактами, пеніциліни                                                            |
| (J01CA)   | Пеніцилін з розширеним спектром                                                                      |
| (J01CA01) | Ампіцилін                                                                                            |
| (J01CA02) | Півампіцилін                                                                                         |
| (J01CA03) | Карбеніцилін                                                                                         |
| (J01CA04) | Амоксицилін                                                                                          |
| (J01CA05) | Кариндацилін                                                                                         |
| (J01CA06) | Бакампіцилін                                                                                         |
| (J01CA07) | Епіцилін                                                                                             |
| (J01CA08) | Півмецилінам                                                                                         |
| (J01CA09) | Азлоцилін                                                                                            |
| (J01CA10) | Мезлоцилін                                                                                           |
| (J01CA11) | Мецилінам                                                                                            |
| (J01CA12) | Піперацилін                                                                                          |
| (J01CA13) | Тикарцилін                                                                                           |
| (J01CA14) | Метампіцилін                                                                                         |
| (J01CA15) | Талампіцилін                                                                                         |
| (J01CA16) | Сульбеніцилін                                                                                        |
| (J01CA17) | Темоцилін                                                                                            |
| (J01CA18) | Гетацилін                                                                                            |
| (J01CA19) | Аспоксіцилін                                                                                         |
| (J01CA20) | Комбінації                                                                                           |
| (J01CA51) | Ампіцилін, комбінації                                                                                |
| (J01CE)   | Бета-лактамази, чутливі до пеніциліну                                                                |
| (J01CE01) | Бензилпеніцилін                                                                                      |
| (J01CE02) | Феноксиметилпеніцилін                                                                                |
| (J01CE03) | Пропіцилін                                                                                           |
| (J01CE04) | Азидоцилін                                                                                           |
| (J01CE05) | Фенетицилін                                                                                          |
| (J01CE06) | Пенамецилін                                                                                          |
| (J01CE07) | Клометоцилін                                                                                         |
| (J01CE08) | Бензатин бензилпеніцилін                                                                             |
| (J01CE09) | Прокаїн бензилпеніцилін                                                                              |
| (J01CE10) | Бензатин феноксиметилпеніцилін                                                                       |
| (J01CE30) | Комбінації                                                                                           |
| (J01CF)   | Бета-лактамази, стійкі до пеніциліну                                                                 |
| (J01CF01) | Диклоксацилін                                                                                        |
| (J01CF02) | Клоксацилін                                                                                          |
| (J01CF03) | Метицилін                                                                                            |
| (J01CF04) | Оксацилін                                                                                            |
| (J01CF05) | Флуклоксацилін                                                                                       |
| (J01CF06) | Нафцилін                                                                                             |
| (J01CG)   | Інгібітори бета-лактамази                                                                            |
| (J01CG01) | Сульбактам                                                                                           |
| (J01CG02) | Тазобактам                                                                                           |
| (J01CR)   | Комбінації пеніциліну, включаючи інгібітори бета-лактамази                                           |
| (J01CR01) | Ампіцилін та ферментний інгібітор                                                                    |
| (J01CR02) | Амоксицилін та ферментний інгібітор                                                                  |
| (J01CR03) | Тикарцилін та ферментний інгібітор                                                                   |
| (J01CR04) | Сультаміцилін                                                                                        |
| (J01CR05) | Піперацилін та ферментний інгібітор                                                                  |
| (J01CR50) | Комбінації пеніциліну                                                                                |
| (J01D)    | Інші антибактеріальні бета-лактами                                                                   |
| (J01DB)   | Цефалоспорини першого покоління                                                                      |
| (J01DB01) | Цефалексин                                                                                           |
| (J01DB02) | Цефалорідин                                                                                          |
| (J01DB03) | Цефалотин                                                                                            |
| (J01DB04) | Цефазолін                                                                                            |
| (J01DB05) | Цефадроксил                                                                                          |
| (J01DB06) | Цефазедон                                                                                            |
| (J01DB07) | Цефатрізине                                                                                          |
| (J01DB08) | Цефапірін                                                                                            |
| (J01DB09) | Цефрадин                                                                                             |
| (J01DB10) | Цефацетріл                                                                                           |
| (J01DB11) | Цефроксадін                                                                                          |
| (J01DB12) | Цефтезол                                                                                             |
| (J01DC)   | Цефалоспорини другого покоління                                                                      |
| (J01DC01) | Цефоксітин                                                                                           |
| (J01DC02) | Цефуроксим                                                                                           |
| (J01DC03) | Цефамандол                                                                                           |
| (J01DC04) | Цефаклор                                                                                             |
| (J01DC05) | Цефотетан                                                                                            |
| (J01DC06) | Сефонісид                                                                                            |
| (J01DC07) | Цефотіам                                                                                             |
| (J01DC08) | Лоракарбеф                                                                                           |
| (J01DC09) | Цефметазол                                                                                           |
| (J01DC10) | Цефпрозил                                                                                            |
| (J01DC11) | Цефоранід                                                                                            |
| (J01DC12) | Цефмінокс                                                                                            |
| (J01DC13) | Цефбуперазон                                                                                         |
| (J01DC14) | Фломоксеф                                                                                            |
| (J01DD)   | Цефалоспорини третього покоління                                                                     |
| (J01DD01) | Цефотаксим                                                                                           |
| (J01DD02) | Цефтазидим                                                                                           |
| (J01DD03) | Цефсулодін                                                                                           |
| (J01DD04) | Цефтріаксон                                                                                          |
| (J01DD05) | Цефменоксим                                                                                          |
| (J01DD06) | Латамоксеф                                                                                           |
| (J01DD07) | Цефтізоксим                                                                                          |
| (J01DD08) | Цефіксим                                                                                             |
| (J01DD09) | Цефодізим                                                                                            |
| (J01DD10) | Цефетамет                                                                                            |
| (J01DD11) | Цефпірамід                                                                                           |
| (J01DD12) | Цефоперазон                                                                                          |
| (J01DD13) | Цефподоксим                                                                                          |
| (J01DD14) | Цефтібутен                                                                                           |
| (J01DD15) | Цефдинір                                                                                             |
| (J01DD16) | Цефдиторен                                                                                           |
| (J01DD17) | Цефкапен                                                                                             |
| (J01DD51) | Цефотаксим, комбінації                                                                               |
| (J01DD54) | Цефтріаксон, комбінації                                                                              |
| (J01DD62) | Цефоперазон, комбінації                                                                              |
| (J01DE)   | Цефалоспорини четвертого покоління                                                                   |
| (J01DE01) | Цефепім                                                                                              |
| (J01DE02) | Цефпіром                                                                                             |
| (J01DE03) | Цефозопран                                                                                           |
| (J01DF)   | Монобактами                                                                                          |
| (J01DF01) | Азтреонам                                                                                            |
| (J01DF02) | Царумонам                                                                                            |
| (J01DH)   | Карбапенеми                                                                                          |
| (J01DH02) | Меропенем                                                                                            |
| (J01DH03) | Ертапенем                                                                                            |
| (J01DH04) | Доріпенем                                                                                            |
| (J01DH05) | Біапенем                                                                                             |
| (J01DH51) | Іміпенем та ферментний інгібітор                                                                     |
| (J01DH55) | Паніпенем та бетаміпрон                                                                              |
| (J01DI)   | Інші цефалоспорини та пенеми                                                                         |
| (J01DI01) | Цефтобіпрол медокаріл                                                                                |
| (J01DI02) | Цефтаролін фосаміл                                                                                   |
| (J01DI03) | Фаропенем                                                                                            |
| (J01E)    | Сульфаніламідні препарати та триметоприм                                                             |
| (J01EA)   | Триметоприм та його похідні                                                                          |
| (J01EA01) | Триметоприм                                                                                          |
| (J01EA02) | Бродімоприм                                                                                          |
| (J01EA03) | Іклаприм                                                                                             |
| (J01EB)   | Сульфаніламідні препарати короткої дії                                                               |
| (J01EB01) | Сульфаізодимідин                                                                                     |
| (J01EB02) | Сульфаметізол                                                                                        |
| (J01EB03) | Сульфадимідин                                                                                        |
| (J01EB04) | Сульфапіридин                                                                                        |
| (J01EB05) | Сульфафуразол                                                                                        |
| (J01EB06) | Сульфаніламід                                                                                        |
| (J01EB07) | Сульфатіазол                                                                                         |
| (J01EB08) | Сульфатіоурея                                                                                        |
| (J01EB20) | Комбінації                                                                                           |
| (J01EC)   | Сульфаніламідні препарати проміжної дії                                                              |
| (J01EC01) | Сульфаметоксазол                                                                                     |
| (J01EC02) | Сульфадіазин                                                                                         |
| (J01EC03) | Сульфамоксол                                                                                         |
| (J01EC20) | Комбінації                                                                                           |
| (J01ED)   | Сульфаніламідні препарати тривалої дії                                                               |
| (J01ED01) | Сульфадиметоксин                                                                                     |
| (J01ED02) | Сульфален                                                                                            |
| (J01ED03) | Сульфаметомідин                                                                                      |
| (J01ED04) | Сульфаметоксидіазін                                                                                  |
| (J01ED05) | Сульфаметоксипіридазін                                                                               |
| (J01ED06) | Сульфаперин                                                                                          |
| (J01ED07) | Сульфамеразин                                                                                        |
| (J01ED08) | Сульфафеназол                                                                                        |
| (J01ED09) | Сульфамазон                                                                                          |
| (J01ED20) | Комбінації                                                                                           |
| (J01EE)   | Комбінації сульфаніламідних препаратів та триметоприму, включаючи їх похідні                         |
| (J01EE01) | Сульфаметоксазол та триметоприм                                                                      |
| (J01EE02) | Сульфадіазин та триметоприм                                                                          |
| (J01EE03) | Сульфаметрол та триметоприм                                                                          |
| (J01EE04) | Сульфамоксол та триметоприм                                                                          |
| (J01EE05) | Сульфадимідин та триметоприм                                                                         |
| (J01EE06) | Сульфадіазин та tetroxoprim                                                                          |
| (J01EE07) | Сульфамеразин та триметоприм                                                                         |
| (J01F)    | Макроліди, лінкозаміди та стрептограміни                                                             |
| (J01FA)   | Макроліди                                                                                            |
| (J01FA01) | Еритроміцин                                                                                          |
| (J01FA02) | Спіраміцин                                                                                           |
| (J01FA03) | Мідекаміцин                                                                                          |
| (J01FA05) | Олеандоміцин                                                                                         |
| (J01FA06) | Рокситроміцин                                                                                        |
| (J01FA07) | Джозаміцин                                                                                           |
| (J01FA08) | Тролеандоміцин                                                                                       |
| (J01FA09) | Кларитроміцин                                                                                        |
| (J01FA10) | Азитроміцин                                                                                          |
| (J01FA11) | Міокаміцин                                                                                           |
| (J01FA12) | Рокітаміцин                                                                                          |
| (J01FA13) | Диритроміцин                                                                                         |
| (J01FA14) | Флуритроміцин                                                                                        |
| (J01FA15) | Телітроміцин                                                                                         |
| (J01FF)   | Лінкозаміди                                                                                          |
| (J01FF01) | Кліндаміцин                                                                                          |
| (J01FF02) | Лінкоміцин                                                                                           |
| (J01FG)   | Стрептограміни                                                                                       |
| (J01FG01) | Пристінаміцин                                                                                        |
| (J01FG02) | Квінупристин/дальфопристин                                                                           |
| (J01G)    | Антибактеріальні аміноглікозиди                                                                      |
| (J01GA)   | Стрептоміцини                                                                                        |
| (J01GA01) | Стрептоміцини                                                                                        |
| (J01GA02) | Стрептодуоцин                                                                                        |
| (J01GB)   | Інші аміноглікозиди                                                                                  |
| (J01GB01) | Тобраміцин                                                                                           |
| (J01GB03) | Гентаміцин                                                                                           |
| (J01GB04) | Канаміцин                                                                                            |
| (J01GB05) | Неоміцин                                                                                             |
| (J01GB06) | Амікацин                                                                                             |
| (J01GB07) | Нетилміцин                                                                                           |
| (J01GB08) | Сізоміцин                                                                                            |
| (J01GB09) | Дибекацин                                                                                            |
| (J01GB10) | Рибостаміцин                                                                                         |
| (J01GB11) | Ізепаміцин                                                                                           |
| (J01GB12) | Арбекацин                                                                                            |
| (J01GB13) | Беканаміцин                                                                                          |
| (J01M)    | Антибактеріальні хінолони                                                                            |
| (J01MA)   | Фторхінолони                                                                                         |
| (J01MA01) | Офлоксацин                                                                                           |
| (J01MA02) | Ципрофлоксацин                                                                                       |
| (J01MA03) | Пефлоксацин                                                                                          |
| (J01MA04) | Еноксацин                                                                                            |
| (J01MA05) | Темафлоксацин                                                                                        |
| (J01MA06) | Норфлоксацин                                                                                         |
| (J01MA07) | Ломефлоксацин                                                                                        |
| (J01MA08) | Флероксацин                                                                                          |
| (J01MA09) | Спарфлоксацин                                                                                        |
| (J01MA10) | Руфлоксацин                                                                                          |
| (J01MA11) | Грепафлоксацин                                                                                       |
| (J01MA12) | Левофлоксацин                                                                                        |
| (J01MA13) | Тровафлоксацин                                                                                       |
| (J01MA14) | Моксифлоксацин                                                                                       |
| (J01MA15) | Геміфлоксацин                                                                                        |
| (J01MA16) | Гатифлоксацин                                                                                        |
| (J01MA17) | Пруліфлоксацин                                                                                       |
| (J01MA18) | Пазуфлоксацин                                                                                        |
| (J01MA19) | Гареноксацин                                                                                         |
| (J01MA21) | Сітафлоксацин                                                                                        |
| (J01MB)   | Інші хінолони                                                                                        |
| (J01MB01) | Розоксацин                                                                                           |
| (J01MB02) | Налідиксова кислота                                                                                  |
| (J01MB03) | Піромідова кислота                                                                                   |
| (J01MB04) | Піпемідова кислота                                                                                   |
| (J01MB05) | Оксолінова кислота                                                                                   |
| (J01MB06) | Циноксацин                                                                                           |
| (J01MB07) | Флумеквін                                                                                            |
| (J01R)    | Комбінації антибактеріальних препаратів                                                              |
| (J01RA)   | Комбінації антибактеріальних препаратів                                                              |
| (J01RA01) | Пеніцилін, комбінації з іншими антибактеріальними засобами                                           |
| (J01RA02) | Сульфаніламідні препарати, комбінації з іншими антибактеріальними засобами (за винятком триметоприм) |
| (J01RA03) | Цефуроксим та метронідазол                                                                           |
| (J01RA04) | Спіраміцин та метронідазол                                                                           |
| (J01RA05) | Левофлоксацин та орнідазол                                                                           |
| (J01RA06) | Цефепім та амікацин                                                                                  |
| (J01RA07) | Азитроміцин, флуконазол та секнідазол                                                                |
| (J01RA08) | Тетрациклін та олеандоміцин                                                                          |
| (J01RA09) | Офлоксацин та орнідазол                                                                              |
| (J01RA10) | Ципрофлоксацин та метронідазол                                                                       |
| (J01RA11) | Ципрофлоксацин та тинідазол                                                                          |
| (J01RA12) | Ципрофлоксацин та орнідазол                                                                          |
| (J01RA13) | Норфлоксацин та тинідазол                                                                            |
| (J01X)    | Інші антибактеріальні препарати                                                                      |
| (J01XA)   | Антибактеріальні глікопептиди                                                                        |
| (J01XA01) | Ванкоміцин                                                                                           |
| (J01XA02) | Тейкопланін                                                                                          |
| (J01XA03) | Телаванцин                                                                                           |
| (J01XA04) | Далбаванцин                                                                                          |
| (J01XA05) | Оритаванцин                                                                                          |
| (J01XB)   | Поліміксини                                                                                          |
| (J01XB01) | Колістин                                                                                             |
| (J01XB02) | Поліміксин B                                                                                         |
| (J01XC)   | Антибактеріальні стероїди                                                                            |
| (J01XC01) | Фузидова кислота                                                                                     |
| (J01XD)   | Похідні імідазолу                                                                                    |
| (J01XD01) | Метронідазол                                                                                         |
| (J01XD02) | Тинідазол                                                                                            |
| (J01XD03) | Орнідазол                                                                                            |
| (J01XE)   | Похідні нітрофурани                                                                                  |
| (J01XE01) | Нітрофурантоїн                                                                                       |
| (J01XE02) | Нифуртоїнол                                                                                          |
| (J01XE03) | Фуразидин                                                                                            |
| (J01XE51) | Нітрофурантоїн, комбінації                                                                           |
| (J01XX)   | Інші антибактеріальні препарати                                                                      |
| (J01XX01) | Фосфоміцин                                                                                           |
| (J01XX02) | Ксиборнол                                                                                            |
| (J01XX03) | Клофоцтол                                                                                            |
| (J01XX04) | Спектиноміцин                                                                                        |
| (J01XX05) | Метенамін́                                                                                            |
| (J01XX06) | Мигдалева кислота                                                                                    |
| (J01XX07) | Нітроксолін                                                                                          |
| (J01XX08) | Лінезолід                                                                                            |
| (J01XX09) | Даптоміцин                                                                                           |
| (J01XX10) | Бацитрацин                                                                                           |

### (J02) Протигрибкові препарати для системного застосування
| (J02A)    | Протигрибкові препарати для системного застосування      |
| (J02AA)   | Антибіотики                                              |
| (J02AA01) | Амфотерицин В                                            |
| (J02AA02) | Гачіміцин                                                |
| (J02AB)   | Похідні імідазолу                                        |
| (J02AB01) | Міконазол                                                |
| (J02AB02) | Кетоконазол                                              |
| (J02AC)   | Похідні триазолів                                        |
| (J02AC01) | Флуконазол                                               |
| (J02AC02) | Ітраконазол                                              |
| (J02AC03) | Вориконазол                                              |
| (J02AC04) | Позаконазол                                              |
| (J02AX)   | Інші протигрибкові препарати для системного застосування |
| (J02AX01) | Флуцитозин                                               |
| (J02AX04) | Каспофунгін                                              |
| (J02AX05) | Мікафунгін                                               |
| (J02AX06) | Анідулафунгін                                            |

### (J04) Препарати, активні щодомікобактерій
| (J04A)    | Препарати для лікування туберкульозу             |
| (J04AA)   | Аміносаліцилова кислота та її похідні            |
| (J04AA01) | Аміносаліцилова кислота                          |
| (J04AA02) | Аміносаліцилат натрію                            |
| (J04AA03) | Аміносаліцилат кальцію                           |
| (J04AB)   | Антибіотики                                      |
| (J04AB01) | Циклосерин                                       |
| (J04AB02) | Рифампіцин                                       |
| (J04AB03) | Рифаміцин                                        |
| (J04AB04) | Рифабутин                                        |
| (J04AB05) | Рифапентин                                       |
| (J04AB30) | Капреоміцин                                      |
| (J04AC)   | Гідразиди                                        |
| (J04AC01) | Ізоніазид                                        |
| (J04AC51) | Ізоніазид, комбінації                            |
| (J04AD)   | Похідні тіокарбаміди                             |
| (J04AD01) | Протіонамід                                      |
| (J04AD02) | Тіокарлід                                        |
| (J04AD03) | Етіонамід                                        |
| (J04AK)   | Інші препарати для лікування туберкульозу        |
| (J04AK01) | Піразинамід                                      |
| (J04AK02) | Етамбутол                                        |
| (J04AK03) | Теризидон                                        |
| (J04AK04) | Моринамід                                        |
| (J04AK05) | Бедаквілін                                       |
| (J04AK06) | Деламанід                                        |
| (J04AK07) | Амітіозон                                        |
| (J04AK08) | Претоманід                                       |
| (J04AM)   | Комбінації препаратів для лікування туберкульозу |
| (J04AM01) | Стрептоміцин та ізоніазид                        |
| (J04AM02) | Рифампіцин та ізоніазид                          |
| (J04AM03) | Етамбутол та ізоніазид                           |
| (J04AM04) | Тіоацетазон та ізоніазид                         |
| (J04AM05) | Рифампіцин, піразинамід та ізоніазид             |
| (J04AM06) | Рифампіцин, піразинамід, етамбутол та ізоніазид  |
| (J04B)    | Препарати для лікування лепри                    |
| (J04BA)   | Препарати для лікування лепри                    |
| (J04BA01) | Клофазимін                                       |
| (J04BA02) | Дапсон                                           |
| (J04BA03) | Альдесульфон натрію                              |

### (J05) Антивірусні препарати для системного застосування
| (J05A)    | Антивірусні препарати прямої дії                                          |
| (J05AA)   | Тіосемікарбазони                                                          |
| (J05AA01) | Метисазон                                                                 |
| (J05AB)   | Нуклеозиди та нуклеотиди, за винятком інгібіторів зворотної транскриптази |
| (J05AB01) | Ацикловір                                                                 |
| (J05AB02) | Ідоксурідин                                                               |
| (J05AB03) | Відарабін                                                                 |
| (J05AB04) | Рибавірин                                                                 |
| (J05AB06) | Ганцикловір                                                               |
| (J05AB09) | Фамцикловір                                                               |
| (J05AB11) | Валацикловір                                                              |
| (J05AB12) | Цидофовір                                                                 |
| (J05AB13) | Пенцикловір                                                               |
| (J05AB14) | Валганцикловір                                                            |
| (J05AB15) | Бривудин                                                                  |
| (J05AC)   | Циклічні аміни                                                            |
| (J05AC02) | Римантадин                                                                |
| (J05AC03) | Тромантадин                                                               |
| (J05AD)   | Похідні фосфітної кислоти                                                 |
| (J05AD01) | Фоскарнет                                                                 |
| (J05AD02) | Фосфонет                                                                  |
| (J05AE)   | Інгібітори протеази                                                       |
| (J05AE01) | Саквінавір                                                                |
| (J05AE02) | Індинавір                                                                 |
| (J05AE03) | Ритонавір                                                                 |
| (J05AE04) | Нелфінавір                                                                |
| (J05AE05) | Ампренавір                                                                |
| (J05AE07) | Фосампренавір                                                             |
| (J05AE08) | Атазанавір                                                                |
| (J05AE09) | Типранавір                                                                |
| (J05AE10) | Дарунавір                                                                 |
| (J05AE11) | Телапревір                                                                |
| (J05AE12) | Боцепревір                                                                |
| (J05AE13) | Фалдапревір                                                               |
| (J05AE14) | Сімепревір                                                                |
| (J05AE15) | Асинапревір                                                               |
| (J05AF)   | Нуклеозидні та нуклеотидні інгібітори зворотної транскриптази             |
| (J05AF01) | Зидовудин                                                                 |
| (J05AF02) | Диданозин                                                                 |
| (J05AF03) | Зальцитабін                                                               |
| (J05AF04) | Ставудин                                                                  |
| (J05AF05) | Ламівудин                                                                 |
| (J05AF06) | Абакавір                                                                  |
| (J05AF07) | Тенофовір дисопроксил                                                     |
| (J05AF08) | Адефовір дипівоксил                                                       |
| (J05AF09) | Емтрицитабін                                                              |
| (J05AF10) | Ентекавір                                                                 |
| (J05AF11) | Телбівудин                                                                |
| (J05AF12) | Клевудин                                                                  |
| (J05AG)   | Ненуклеозидні інгібітори зворотної транскриптази                          |
| (J05AG01) | Невірапін                                                                 |
| (J05AG02) | Делавірдин                                                                |
| (J05AG03) | Ефавіренз                                                                 |
| (J05AG04) | Етравірин                                                                 |
| (J05AG05) | Рілпівірин                                                                |
| (J05AH)   | Інгібітори нейрамінідази                                                  |
| (J05AH01) | Занамівір                                                                 |
| (J05AH02) | Озелтамівір                                                               |
| (J05AR)   | Антивірусні препарати для лікування ВІЛ-інфекції, комбінації              |
| (J05AR01) | Зидовудин та ламівудин                                                    |
| (J05AR02) | Ламівудин та абакавір                                                     |
| (J05AR03) | Тенофовір дисопроксил та емтрицитабін                                     |
| (J05AR04) | Зидовудин, ламівудин та абакавір                                          |
| (J05AR05) | Зидовудин, ламівудин та невірапін                                         |
| (J05AR06) | Емтрицитабін, тенофовір дисопроксил та ефавіренз                          |
| (J05AR07) | Ставудин, ламівудин та невірапін                                          |
| (J05AR08) | Емтрицитабін, тенофовір дисопроксил та рілпівірин                         |
| (J05AR09) | Емтрицитабін, тенофовір дисопроксил, елвітегравір та кобіцистат           |
| (J05AR10) | Лопінавір та ритонавір                                                    |
| (J05AR11) | Ламівудин, тенофовір дисопроксил та ефавіренз                             |
| (J05AR12) | Ламівудин та тенофовір дисопроксил                                        |
| (J05AR13) | Ламівудин, абакавір та долутегравір                                       |
| (J05AR14) | Дарунавір та кобіцистат                                                   |
| (J05AX)   | Інші антивірусні препарати                                                |
| (J05AX01) | Мороксидін                                                                |
| (J05AX02) | Лізоцим                                                                   |
| (J05AX05) | Інозин пранобекс                                                          |
| (J05AX06) | Плесонаріл                                                                |
| (J05AX07) | Енфувіртид                                                                |
| (J05AX08) | Ралтегравір                                                               |
| (J05AX09) | Маравірок                                                                 |
| (J05AX10) | Марібавір                                                                 |
| (J05AX11) | Елвітегравір                                                              |
| (J05AX12) | Долутегравір                                                              |
| (J05AX13) | Уміфеновір                                                                |
| (J05AX14) | Даклатасвір                                                               |
| (J05AX15) | Софосбувір                                                                |

### (J06) Імунні сироватки та імуноглобуліни
| (J06A)    | Імунні сироватки                                                    |
| (J06AA)   | Імунні сироватки                                                    |
| (J06AA01) | Дифтерійний антитоксин                                              |
| (J06AA02) | Правцевий антитоксин                                                |
| (J06AA03) | Зміїна протиотрута                                                  |
| (J06AA04) | Антитоксин для лікування ботулізму                                  |
| (J06AA05) | Сироватка для лікування газової гангрени                            |
| (J06AA06) | Сироватка для лікування сказу                                       |
| (J06B)    | Імуноглобуліни                                                      |
| (J06BA)   | Імуноглобуліни, нормальна людська                                   |
| (J06BA01) | Імуноглобуліни, нормальна людська, для позасудинного застосування   |
| (J06BA02) | Імуноглобуліни, нормальна людська, для внутрішньосудинного введення |
| (J06BB)   | Специфічні імуноглобуліни                                           |
| (J06BB01) | Анти-D (rh) імуноглобуліни                                          |
| (J06BB02) | Імуноглобулін правця                                                |
| (J06BB03) | Імуноглобулін лишаю/вітряної віспи                                  |
| (J06BB04) | Імуноглобулін гепатиту B                                            |
| (J06BB05) | Імуноглобулін сказу                                                 |
| (J06BB06) | Імуноглобулін краснухи                                              |
| (J06BB07) | Імуноглобулін вірусу осповакцини                                    |
| (J06BB08) | Імуноглобулін стафілококу                                           |
| (J06BB09) | Імуноглобулін цитомегаловірусу                                      |
| (J06BB10) | Імуноглобулін дифтерії                                              |
| (J06BB11) | Імуноглобулін гепатиту А                                            |
| (J06BB12) | Імуноглобулін кліщового енцефаліту                                  |
| (J06BB13) | Імуноглобулін коклюшу                                               |
| (J06BB14) | Імуноглобулін кору                                                  |
| (J06BB15) | Імуноглобулін паротиту                                              |
| (J06BB16) | Палівізумаб                                                         |
| (J06BB17) | Мотавізумаб                                                         |
| (J06BB18) | Раксібакумаб                                                        |
| (J06BB30) | Комбінації                                                          |
| (J06BC)   | Інші імуноглобуліни                                                 |
| (J06BC01) | Небакумаб                                                           |

### (J07)Вакцини
| (J07A)    | Бактеріальні вакцини                                                                                                 |
| (J07AC)   | Вакцини проти сибірки [антракса]                                                                                     |
| (J07AC01) | Антиген сибірки |
| (J07AD)   | Вакцини проти бруцельозу                                                                                             |
| (J07AD01) | Антиген бруцели |
| (J07AE)   | Вакцини проти холери                                                                                                 |
| (J07AE01) | Вакцина проти холери, інактивована, всієї клітини                                                                    |
| (J07AE02) | Вакцина проти холери, ослабленого життя                                                                              |
| (J07AE51) | Вакцина проти холери, комбінації з вакциною проти черевного тифу, інактивовані, всієї клітини                        |
| (J07AF)   | Вакцини проти дифтерії                                                                                               |
| (J07AF01) | Анатоксин проти дифтерії                                                                                             |
| (J07AG)   | Вакцини проти гемофільної палички B                                                                                  |
| (J07AG01) | Вакцина проти гемофільної палички B, пов'язані з очищеним антигеном                                                  |
| (J07AG51) | Вакцина проти гемофільної палички B, комбінації з анатоксинами                                                       |
| (J07AG52) | Вакцина проти гемофільної палички B, комбінації з коклюшом та анатоксинами                                           |
| (J07AG53) | Вакцина проти гемофільної палички B, комбінації з менінгококом C, пов'язані                                          |
| (J07AH)   | Вакцини проти менінгококу                                                                                            |
| (J07AH01) | Вакцина проти менінгококу A, очищені антигени полісахаридів                                                          |
| (J07AH02) | Інші менінгококові моновалентні очищені антигени полісахаридів                                                       |
| (J07AH03) | Вакцина проти менінгококу A, C, двовалентні очищені антигени полісахаридів                                           |
| (J07AH04) | Вакцина проти менінгококу A, C, Y, W-135, чотирьохвалентні очищені антигени полісахаридів                            |
| (J07AH05) | Інші менінгококові полівалентні очищені антигени полісахаридів                                                       |
| (J07AH06) | Вакцина проти менінгококу B, зовнішня мембранна везикулярна                                                          |
| (J07AH07) | Вакцина проти менінгококу C, пов'язані з очищеним антигеном полісахаридів                                            |
| (J07AH08) | Вакцина проти менінгококу A, C, Y, W-135, чотирьохвалентні пов'язані з очищеним антигеном полісахаридів              |
| (J07AH09) | Вакцина проти менінгококу B, багатокомпонентна                                                                       |
| (J07AH10) | Вакцина проти менінгококу A, пов'язані з очищеним антигеном полісахаридів                                            |
| (J07AJ)   | Вакцини проти коклюшу                                                                                                |
| (J07AJ01) | Вакцина проти коклюшу, інактивована, всієї клітини                                                                   |
| (J07AJ02) | Вакцина проти коклюшу, з очищеним антигеном                                                                          |
| (J07AJ51) | Вакцина проти коклюшу, інактивована, всієї клітини, комбінації з анатоксинами                                        |
| (J07AJ52) | Вакцина проти коклюшу, з очищеним антигеном, комбінації з анатоксинами                                               |
| (J07AK)   | Вакцини проти чуми                                                                                                   |
| (J07AK01) | Вакцина проти чуми, інактивована, всієї клітини                                                                      |
| (J07AL)   | Вакцини проти пневмококу                                                                                             |
| (J07AL01) | Пневмококова вакцина полісахариду, з очищеним антигеном полісахаридів                                                |
| (J07AL02) | Пневмококова вакцина полісахариду, пов'язані з очищеним антигеном полісахаридів                                      |
| (J07AL52) | Пов'язані пневмококова вакцина полісахариду, з очищеним антигеном полісахаридів та вакцина проти гемофільної палички |
| (J07AM)   | Протиправцева вакцина                                                                                                |
| (J07AM01) | Анатоксин проти правця                                                                                               |
| (J07AM51) | Анатоксин проти правця, комбінації з анатоксином проти дифтерії                                                      |
| (J07AM52) | Анатоксин проти правця, комбінації з імуноглобуліном правця                                                          |
| (J07AN)   | Вакцини проти туберкульозу                                                                                           |
| (J07AN01) | Вакцина проти туберкульозу, ослабленого життя                                                                        |
| (J07AP)   | Вакцини проти черевного тифу                                                                                         |
| (J07AP01) | Вакцина проти черевного тифу, оральна, ослабленого життя                                                             |
| (J07AP02) | Вакцина проти черевного тифу, інактивована, всієї клітини                                                            |
| (J07AP03) | Вакцина проти черевного тифу, з очищеним антигеном полісахаридів                                                     |
| (J07AP10) | Вакцина проти черевного тифу, комбінації з типами паратифу                                                           |
| (J07AR)   | Вакцини проти черевного тифу (ексантематозний)                                                                       |
| (J07AR01) | Вакцина проти ексантематозного черевного тифу, інактивована, всієї клітини                                           |
| (J07AX)   | Інші бактеріальні вакцини                                                                                            |
| (J07B)    | Вірусні вакцини |
| (J07BA)   | Вакцини проти енцефаліту                                                                                             |
| (J07BA01) | Кліщовий енцефаліт, інактивована, весь вірус                                                                         |
| (J07BA02) | Японський енцефаліт, інактивована, весь вірус                                                                        |
| (J07BA03) | Японський енцефаліт, ослабленого життя                                                                               |
| (J07BB)   | Вакцини проти грипу                                                                                                  |
| (J07BB01) | Грип, інактивована, весь вірус                                                                                       |
| (J07BB02) | Грип, з очищеним антигеном                                                                                           |
| (J07BB03) | Вакцини проти грипу, ослабленого життя                                                                               |
| (J07BC)   | Вакцини проти гепатиту                                                                                               |
| (J07BC01) | Вакцина проти гепатиту B, з очищеним антигеном                                                                       |
| (J07BC02) | Гепатит А, інактивована, весь вірус                                                                                  |
| (J07BC20) | Комбінації |
| (J07BD)   | Вакцини проти кору                                                                                                   |
| (J07BD01) | Вакцина проти кору, ослабленого життя                                                                                |
| (J07BD51) | Вакцина проти кору, комбінації з вакциною проти епідемічного паротиту, ослабленого життя                             |
| (J07BD52) | Вакцина проти кору, комбінації з вакциною проти епідемічного паротиту та краснухи, живі ослаблені                    |
| (J07BD53) | Кір, комбінації з краснухою, ослабленого життя                                                                       |
| (J07BD54) | Вакцина проти кору, комбінації з вакциною проти паротиту, краснухи та вітряної віспи, живі ослаблені                 |
| (J07BE)   | Вакцини проти епідемічного паротиту                                                                                  |
| (J07BE01) | Вакцини проти епідемічного паротиту, ослабленого життя                                                               |
| (J07BF)   | Вакцини проти поліомієліту                                                                                           |
| (J07BF01) | Оральна вакцина проти поліомієліту, одновалентний, ослабленого життя                                                 |
| (J07BF02) | Оральна вакцина проти поліомієліту, тривалентна, ослабленого життя                                                   |
| (J07BF03) | Вакцини проти поліомієліту, тривалентна, інактивована, весь вірус                                                    |
| (J07BF04) | Оральна вакцина проти поліомієліту, двовалентна, ослабленого життя                                                   |
| (J07BG)   | Вакцини проти сказу                                                                                                  |
| (J07BG01) | Вакцина проти сказу, інактивована, весь вірус                                                                        |
| (J07BH)   | Вакцина проти ротавірусної діареї                                                                                    |
| (J07BH01) | Вакцина проти ротавірусів, ослабленого життя                                                                         |
| (J07BH02) | Вакцина проти ротавірусів, п'ятивалентна, жива, химерний                                                             |
| (J07BJ)   | Вакцини проти краснухи                                                                                               |
| (J07BJ01) | Вакцина проти краснухи, ослабленого життя                                                                            |
| (J07BJ51) | Вакцина проти краснухи, комбінації з вакциною проти епідемічного паротиту, ослабленого життя                         |
| (J07BK)   | Вакцини проти вітряної віспи та лишаю                                                                                |
| (J07BK01) | Вакцина проти вітряної віспи, ослабленого життя                                                                      |
| (J07BK02) | Вакцина проти лишаю, ослабленого життя                                                                               |
| (J07BL)   | Вакцини проти жовтої гарячки                                                                                         |
| (J07BL01) | Вакцина проти жовтої гарячки, ослабленого життя                                                                      |
| (J07BM)   | Вакцина проти вірусу папіломи людини                                                                                 |
| (J07BM01) | Вакцина проти вірусу папіломи (людини типів 6, 11, 16, 18) (гардасил)                                                |
| (J07BM02) | Вакцина проти вірусу папіломи (людини типів 16, 18) (церварікс)                                                      |
| (J07BX)   | Інші вірусні вакцини                                                                                                 |
| (J07C)    | Бактеріальні та вірусні вакцини                                                                                      |
| (J07CA)   | Бактеріальні та вірусні вакцини, комбіновані                                                                         |
| (J07CA01) | Дифтерійно-правцева-поліомієлітна вакцина                                                                            |
| (J07CA02) | Дифтерійно-коклюшно-поліомієлітно-правцева вакцина                                                                   |
| (J07CA03) | Дифтерійно-краснухова-правцева вакцина                                                                               |
| (J07CA04) | Вакцина проти гемофільної палички B та поліомієлітна вакцина                                                         |
| (J07CA05) | Дифтерійно-гепатитно B-коклюшно-правцева вакцина                                                                     |
| (J07CA06) | Дифтерійно-гемофільно паличкова B-коклюшно-поліомієлітна-правцева вакцина                                            |
| (J07CA07) | Дифтерійно-гепатитно B-правцева вакцина                                                                              |
| (J07CA08) | Вакцина проти гемофільної палички B та гепатиту B                                                                    |
| (J07CA09) | Дифтерійно-гемофільно паличкова B-коклюшно-поліомієлітна-правцева-гепатитно B вакцина                                |
| (J07CA10) | Черевно тифна-гепатитно A вакцина                                                                                    |
| (J07CA11) | Дифтерійно-гемофільно паличкова B-коклюшно-правцева-гепатитно B вакцина                                              |
| (J07CA12) | Дифтерійно-коклюшно-поліомієлітна-правцева-гепатитно B вакцина                                                       |
| (J07CA13) | Дифтерійно-гемофільно паличкова B-коклюшно-правцева-гепатитно B-менінгококова A + C вакцина                          |
| (J07X)    | Інші вакцини |